# Gare de Phalempin
Gare de Phalempin – stacja kolejowa w Phalempin, w departamencie Nord, w regionie Hauts-de-France, we Francji.
Jest stacją Société nationale des chemins de fer français (SNCF), obsługiwaną przez pociągi TER Nord-Pas-de-Calais.